# Pierre Granet
Pierre-Légé Granet, dit Pierre Granet, né le 17 décembre 1842 à Villenave-d'Ornon, mort 15 août 1910 à Neuilly-sur-Seine, est un sculpteur français.

## Biographie
Pierre Granet est le fils de Jean Granet, menuisier.
Il est l’élève d’Auguste Dumont et de Jean-Joseph Perraud. Il expose pour la première fois un buste en plâtre intitulé Vieille femme au salon de 1869. Il remporte une médaille de deuxième classe en 1874 et des médailles d’or aux expositions de 1889 et de 1900. 
Après avoir fait partie de la Société des artistes français, il entre à la Société nationale des beaux-arts où il reçoit le titre d’associé en 1890 et celui de sociétaire en 1893.

## Distinctions
Pierre Granet est nommé chevalier de l'ordre national de la Légion d'honneur par décret du 16 août 1900.

## Œuvres

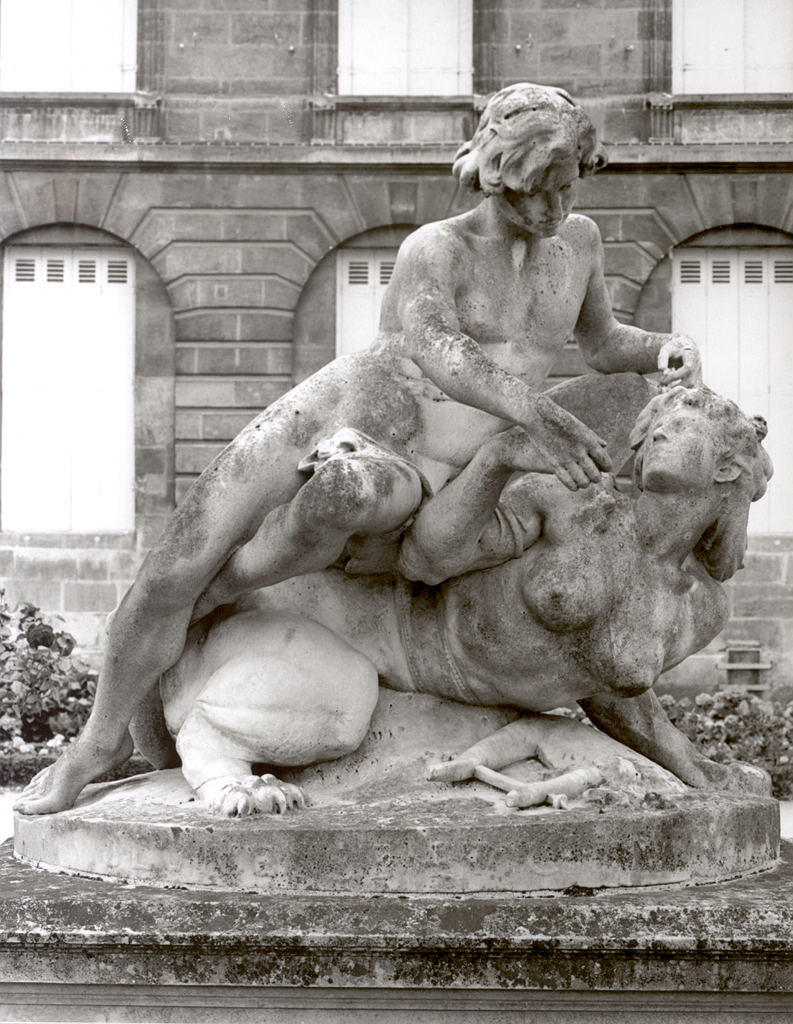
Jeunesse et Chimère.

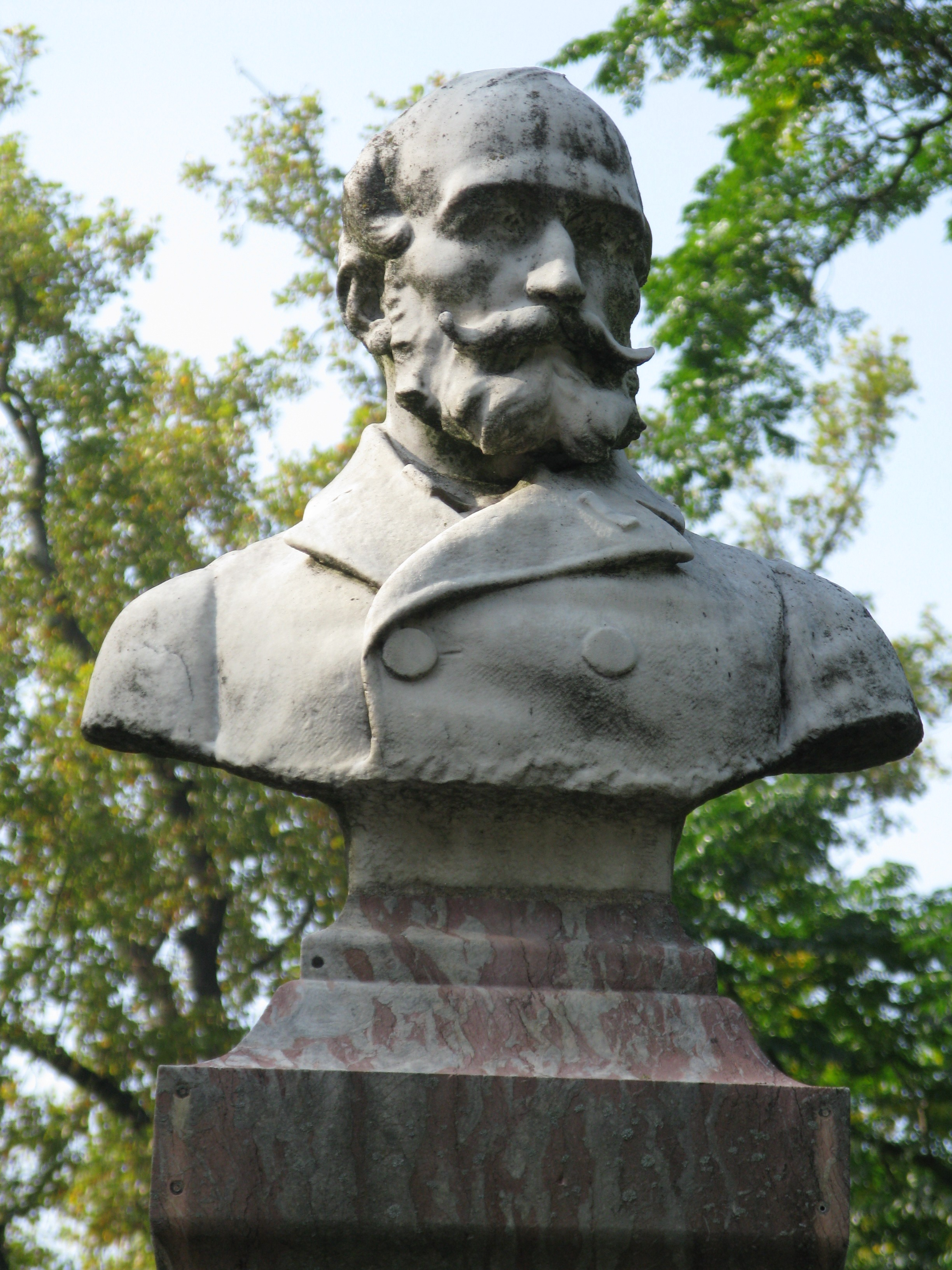
Buste de Maxime Lalanne au jardin public de Bordeaux.

Parmi la centaine d'oeuvres de Pierre Granet, les plus connues sont : 
- 1874 : Jeunesse et Chimère (modèle en plâtre). Le groupe sculpté en marbre est placé dans le Jardin public de Bordeaux en 1889.
- 1877 : Jeune fille romaine jetant des fleurs sur une tombe.
- 1878 : Floriora, statue de bronze. Le plâtre a figuré à l’exposition universelle de 1878[3].
- 1879 : La République française. La statue, en marbre, a  figuré à l’exposition universelle de 1900. Elle a été inaugurée dans le square de l’hôtel de ville de Saint-Germain-en-Laye en mai 1897.
- 1887 : Sculpture de Mirabeau en pied[4].
- 1896 : Statues allégoriques de la peinture et la sculpture sur la façade de l’aile sud du musée des Beaux-Arts de Bordeaux.
- 1897 : Monument à Maxime Lalanne, graveur et dessinateur, inauguré au Jardin public de Bordeaux le 27 juin.
- 1898 : Buste de Frédérick Lemaître, square Frédérick-Lemaître, Paris 10e arrondissement.
- 1899 : sculpture du capitaine de Géreaux, héros de Sidi-Brahim, inaugurée en 1900 à Libourne.
- 1900 : Pégase et la Gloire, groupe décoratif en bronze doré surmontant un des pylônes du pont Alexandre III, Paris 7e arrondissement.
- 1902 : Buste d’Alfred Daney, maire de Bordeaux, conservé au musée des Beaux-Arts de Bordeaux.
- 1903 : Monument funéraire du général Henrion-Bertier au cimetière ancien de Neuilly-sur-Seine, avec l'architecte Paul Friesé[5].
- 1904 : statue du poète Alfred de Musset, inaugurée à Neuilly-sur-Seine, retirée au début des années 1950[6],[7].
- Trois statues décoratives, façade du 51 rue de Miromesnil, Paris.

### références
1. 1 2  Stanislas Lami, « Dictionnaire de l’école française au XIXe siècle, tome III », sur Gallica, 1884 (consulté le 21 mars 2024).
2. ↑  « Recherche - Base de données Léonore », sur leonore.archives-nationales.culture.gouv.fr (consulté le 21 novembre 2023).
3. ↑  « journal Le Français Salon de 1878 », sur Retronews, 9 juillet 1878 (consulté le 26 mars 2024).
4. ↑  « Le Monde illustré », sur Retronews, 14 août 1887 (consulté le 26 mars 2024).
5. ↑  « Monument funéraire dit monument du Général Henrion Bertier », notice no IA00079684, sur la plateforme ouverte du patrimoine, base Mérimée, ministère français de la Culture.
6. ↑  « Monument à Alfred de Musset », anosgrandshommes.musee-orsay.fr, consulté le 4 novembre 2023.
7. ↑  « Des écrins de choix pour Parmentier et Perronet », neuillysurseine.fr, 31 octobre 2023.